# 沙利文鎮區 (密歇根州)
多爾頓鎮區（英語：Sullivan Township）是位於美國密歇根州馬斯基根縣的一個行政鎮區。

## 地方資料
多爾頓鎮區的面積為62.40平方千米，當中陸地面積為62.40平方千米，而水域面積為0.00平方千米。根據2020年美國人口普查的數據，當地共有人口2541人，而人口密度為每平方千米40.72人。